# Раубичи

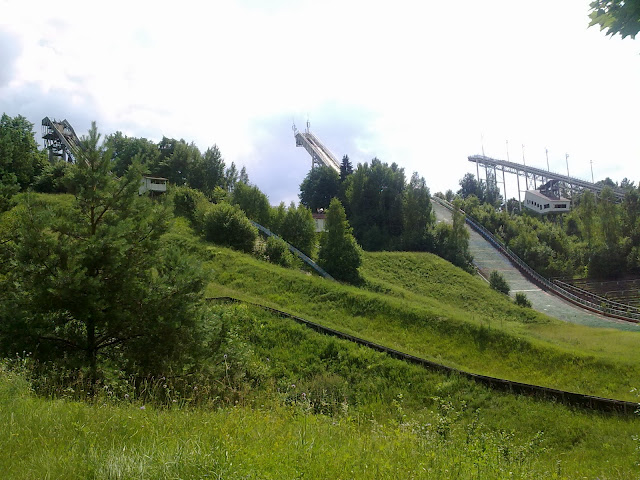
Трамплины Раубичи

Ра́убичи (бел. Раўбічы) — белорусский республиканский центр олимпийской подготовки по зимним видам спорта. Построен в 1974 году.

## Расположение
Находится в 20 км от центра столицы Белоруссии, Минска и в 25 км от Национального аэропорта «Минск». Международный союз биатлонистов присвоил белорусскому спорткомплексу высшую категорию «А».

## Соревнования
Здесь прошли три чемпионата мира по биатлону 1974, 1982 и 1990 годов.

## Инфраструктура
Отдых в «Раубичах» представлен горнолыжным спуском, комплексом лыжных трамплинов (20, 40 и 60 метров) и акробатическим склоном, на котором в своё время проходили этапы Кубка Европы по фристайлу.
Здесь есть лыжные трассы повышенной сложности общей протяжённостью 20,5 км, соответствующие мировым стандартам, стрельбище, оборудованное 36 механическими мишенными установками, а также акробатический склон для фристайла и комплекс лыжных трамплинов 20, 40 и 60 метров.
В 2009 году открылся крытый каток.
В Раубичах к услугам посетителей лыжероллерная трасса со специальным покрытием длиной 6,2 км и шириной 3,3 м, роликодром для учебно-тренировочных занятий конькобежцев, стрельбище, оборудованное 36 механическими мишенями, спортивный корпус с тренажёрным и игровым спортзалами, площадки для футбола, волейбола, баскетбола, гандбола и теннисные корты с искусственным покрытием.
Здесь есть медицинский центр, в который входят медико-восстановительный комплекс, ряд лечебных кабинетов, шесть саун различного уровня комфортности.

## Проживание
Спорткомплекс располагает комфортабельной гостиницей на 190 мест, спортивно-туристическим лагерем из 16 домиков.

## Питание
К услугам гостей центра ресторан, пиццерия и 2 бара — в здании гостиницы.

## Дополнительные услуги
- прокат спортинвентаря (в зимнее время здесь также можно взять снаряжение для беговых лыж, спринты);
- аренда снегохода;
- раздевалка;
- медцентр;
- оборудованные места для отдыха — поляны с кострищами.